# Double Impact
Double Impact (dansk titel: Dobbelt slagkraft) er en actionfilm fra 1991, instrueret af Sheldon Lettich, og hovedrollen spilles af Jean-Claude Van Damme som Alex/Chad Wagner.
Alex og Chad Wagner er tvilinger som bliver separeret da de som spædbørn mister deres forældre som bliver dræbt af forbryderbossen. Nu 25 år senere mødes de for første gang og slår sig sammen for at hævne sig på de folk som dræbte deres forældre. 

## Trivia
- Bolo Yeung som spiller en af filmens skurke spillede også sammen med Jean-Claude Van Damme og spillede her også skurk i filmen Bloodsport.
- Kamil Krifia, som spiller Alex's barejer, spillede Tong Po i Kickboxer 4, en karekter som først optrådte i Kickboxer som også havde Jean-Claude Van Damme på rollelisten.
- I den scene hvor Chad forlader hovedkvarteret uden begrundelse for at redde Alex's kæreste Danielle, ser man Alex forbruge store beløb til whiskey imens han forestiller hvad hans bror og søster monstro laver. Denne tanke leder den allerede hidsige Alex ind i et raseri. Et sådan raseri at han på et tidspunkt får whiskeyen til at sive ud af hans næse. Dette fænomen kaldes på engelsk en "nasal pulmonic egressive" og er afviger meget fra det som er kendt som "whiskeynæse" eller rhinophyma.

## Eksterne Henvisninger
- Double Impact på Internet Movie Database (engelsk)
- Double Impact på Filmdatabasen
- Double Impact på Scope
- Double Impact i Svensk Filmdatabas (svensk)
- Double Impact på AlloCiné (fransk)
- Double Impact på MovieMeter (nederlandsk)
- Double Impact på AllMovie (engelsk)
- Double Impact hos American Film Institute (engelsk)
- Double Impact på Turner Classic Movies (engelsk)
- Double Impact på The Movie Database (engelsk)